# Stabilizovaný zdroj

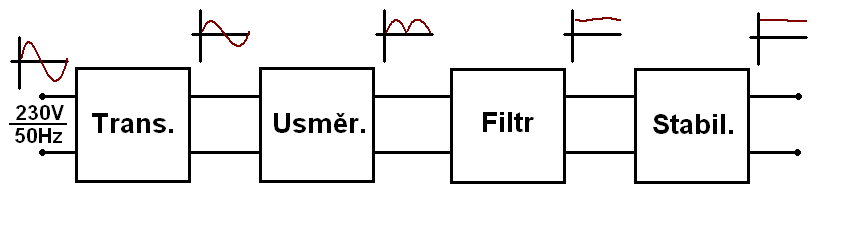
Blokového schéma stabilizovaného zdroje. Transformátor, usměrňovač, filtr a stabilizátor

Stabilizovaný zdroj je zařízení, které dodává elektrickou energii o požadovaném napětí do elektrického obvodu, který ji spotřebovává. Ideální stabilizovaný zdroj na výstupu konstantní napětí nehledě na odebíraném proudu.

## Konstrukce
Lineární stabilizovaný zdroj se skládá ze 4 částí.
Transformátor, usměrňovač, filtr a stabilizátor.

### Transformátor
Úkolem transformátoru ve zdroji je snížit střídavé napětí z rozvodné sítě na nižší, bezpečné napětí, které ale musí být vyšší než napětí které požadujeme na výstupu zdroje. Na primární vinutí transformátoru je připojeno síťové napětí a na sekundární vinutí je připojen další blok zdroje – usměrňovač, protože napětí na sekundárním vinutí transformátoru je stále střídavé.

### Usměrňovač
Usměrňovač mění střídavé napětí na stejnosměrné.
Používáme dva základní druhy usměrňovačů: Jednocestný a dvoucestný.
Jednocestný usměrňovač je tvořen jednou diodou zapojenou v propustném směru sériově k výstupu z transformátoru. Výsledkem je, že za usměrňovačem bude pouze půlvlna v kladných hodnotách napětí stále ve frekvenci 50 Hz. Ovšem střídá se doba jedné půlvlny a jedna doba, kde napětí je nulové. Tento usměrňovač se používá v krajních případech, kdy nám jde pouze o rychlé zrušení střídání proudu.
Dvoucestný usměrňovač je tvořen diodami zapojenými tak, aby propouštěly kladné půlvlny a záporné půlvlny otáčely. Výsledkem je, že za usměrňovačem bude stejnosměrné pulzující napětí.

### Filtr
Filtr je elektronické zařízení, které má za úkol vyrovnávat stejnosměrné napětí tak, aby mělo co nejmenší zvlnění. Nejjednodušší filtr je kondenzátor připojený paralelně k výstupům usměrňovače, ten se po dosažení amplitudy první kladné půlvlny nabije na napětí rovné amplitudě a postupně se vybíjí, až k příchodu další kladné půlvlny, kde se opět nabije na její amplitudu, tento cyklus se neustále opakuje. Platí, čím větší kapacita kondenzátoru tím vyrovnanější průběh signálu. Existují i filtry z kombinací rezistoru (R), kondenzátoru (C) a cívky (L) jako například filtry LC, RC, RLC. 

### Stabilizátor
Stabilizátor zajišťuje, že můžeme měnit odebíraný proud, ale napětí zůstane stále stejné. Jako nejjednodušší stabilizátor můžeme použít zenerovu diodu, nebo použít stabilizátory integrované.

## Výhody
Zdroj na rozdíl od spínaných zdrojů neruší síťové napětí. Zároveň je konstrukčně jednodušší.

## Nevýhoda
Výkonné zdroje jsou rozměrné, těžké, drahé a méně účinné oproti spínaným zdrojům.